# Homszi offenzíva
A 2015. novemberben és decemberben zajlott homszi offenzíva a szíriai polgárháború egyik hadművelete volt. Az offenzíva fő célja az év tavaszán az ISIL által elfoglalt kelet-homszi területek visszaszerzése volt.

## Az offenzíva
November 5-én a Madin és Sadad közötti ellenőrző pontról kiindulva a szír kormány offenzívát indított, mely során az ISIL-lel történt összecsapások nyomán visszafoglalta Tal Sinni, Tal Hazim, és Al-Wastani csúcsait. Két nappal később a Jabal Al-Hiyal-hegység keleti lejtőin indultak támadásba, ahol szintén több területet megszereztek, és megindultak Palmüra ókori romjai felé.
November 14-én a szír kormány csapatai elfoglalták Tal Hazim Al-Thalatha csúcsát. Ezen felül két nappal később az ISIL-lel vívott heves tűzharcok után Palmüra közelében a kezükre került Tal Syriatel, Jabal Ma’ar, Al-Bayarat, az Ókori Palmürai Kőbánya, Al-Kassarat és Al-Dawa területe.
November 17-én a Sadadot Mahinnal összekötő út mentén a szír hadsereg elfoglalta a Jabal Al-Hazzm hegységet és az ISIL kezén lévő Mahin városától északra fekvő kicsiny Al-Hadath falut. Négy nappal később elfoglalták a stratégiai jelentőségű Tal Daher hegyet és Huwwarin falu területét. Később a Mahin melletti Nagy Katonai Raktár is a hadsereg kezére jutott. Másnap a hadsereg elfoglalta a Jabal Maheen hegységet és Mahin egyes részeit, A város november 23-án lett teljes egészben az övéké, mikor az ISIL Al-Qaryatayn felé meghátrált. Ezen a napon a hadsereg elfoglalta Al-Qadri Farmjait és a Hayyan-hegységet, így 4 km választotta el őket Palmüra nyugati kapuitól és 2 km a Homszt Deir Ezzont összekötő főút mellett álló Qatari Villától.
November 25-én a szír kormány seregei újabb területeket foglaltak el Al-Qaryatayn környékén, így többek között megszerezték Tel Al-Dekan, Tel Um Kadom és Tel Masayed hegycsúcsait is.
November 28-án az Orosz Légierő által támogatott szír csapatok tovább nyomultak, és elfoglalták a Mahin-Quryatayn úttól pár kilométerre fekvő Muntar Armilah és Thaniyah falvakat.
December 7-én, miután a szír hadsereg megszerezte az ókori Palmüra nyugati bejáratánál fekvő Al-Bayarat és Marhatten falvak megszerzésével teljesen az ellenőrzésük alá vonták a Palmüra és Homsz közötti főútvonalat.
december 10-én az ISIL egy ellentámadásban visszafoglalta Mahin és Huwwarin városait, valamint két további hegyet. A kormány később ellentámadásba kezdett, és a jelentések szerint részben visszafoglalta Huwwarin városát. Az ISIL öt nappal később visszafoglalta Hadatht.
December 19-én az ISIL-lel vívott véres harcok árán a szír hadsereg elérte a Palmürai Várat. Így már kevesebb mint 2 km választotta el őket a város kapuitól. Ugyanezen a napon heves harcokban a szírek visszafoglalták az ISIL-tól Mahin 5. kerületét.
December 20-án, miután az ISIL visszavonult Mahin irányába, a hadsereg visszafoglalta a Mahin-Sadad ellenőrző pontot.
 December 23-án a szír seregek visszafoglalták Hadath falut. A Mahin közelében vívott heves harcok hatására a szír seregek teljesen ellenőrzésük alá vonták Jabal Al-Hazzm, Jabal Maheen Al-Kabeer, és Al-Kazeeya területét.
 December 27-én a szír seregek elfoglalták Huwwarin városát.
 December 29-én a szír seregek teljesen megszerezték az ellenőrzést a Mahini Raktárak és a Mahinra néző Maheen-hegység felett. Még aznap elfoglalták Mahint is.